# Natura 2000-område nr. 64 Heder og klitter på Skovbjerg Bakkeø, Idom Å og Ormstrup Hede
Natura 2000-område nr. 64 Heder og klitter på Skovbjerg Bakkeø, Idom Å og Ormstrup Hede  består af to habitatområder der er beliggende i trekanten mellem Herning, Videbæk og Holstebro. Natura 2000-området består af bakkeøer, som er moræneaflejringer fra næstsidste istid, Saale-istiden, og af smeltevandsfloderne under den sidste istid, Weichsel-istiden. Det ene habitatområde (H225), der omfatter Ormstrup Hede/Idom Hede, ligger op til Idom Å, der afgrænser heden mod øst. Det andet område (H57), udgøres af områderne på Skovbjerg Bakkeø, og består af 6 adskilte arealer: Nørre- og Sønder Vosborg Hede, Vind Hede samt 3 arealer ved Kronhede. Det samlede areal er på 2.214 ha, hvoraf 62 % er statsejet.
Området er domineret af indlandsklitter som er opstået ved sandflugt i slutningen af sidste istid. Denne sandflugt blev
først bragt til ophør i slutningen af 1700-tallet med sandflugtsloven. Klitområderne i Natura 2000-området er omkranset af plantager. I den sydlige del af Vind Hede
er der en nogle egekrat, som menes at være nogle af de sidste rester
af de skove, der engang dækkede hele området. Vind og Sdr. Vosborg Hede var før urfuglen uddøde reservat for disse.

## Fredning
I 1985 blev 423 ha, efter 7 års forhandlinger, opkøb og fjernelse af det ene af de to dambrug, fredet, for at sikre åen som et ureguleret vandløb, og i 1990 genskabte det daværende Ringkøbing Amt nogle af de slyngninger i åens øvre løb, som tidligere var rettet ud. .

## Videre forløb
Natura 2000-planen blev vedtaget i 2011, hvorefter kommunalbestyrelserne
og Naturstyrelsen udarbejdede bindende handleplaner for
gennemførelsen af planen.  Planen videreføres og videreudvikles i senere planperioder. Natura 2000-området ligger i Herning-, Skjern- og Holstebro Kommuner, og naturplanen koordineres med vandplanen for 1.4 Hovedvandopland Nissum Fjord  ]

## Eksterne kilder og henvisninger
1. ↑  Miljøstyrelsen Midtjylland (juni 2023). "Naturplan 2022-2027  Natura 2000-område nr. 64 Heder og klitter på Skovbjerg Bakkeø, Idom Å og Ormstrup Hede" (PDF). mst.dk. Miljøstyrelsen. Arkiveret (PDF) fra originalen 8. juni 2024. Hentet 8. juni 2024.
2. ↑  
Miljøstyrelsen Nordjylland (2023). "Revideret basisanalyse 2022-2027  Natura 2000-område nr. 64 Heder og klitter på Skovbjerg Bakkeø, Idom Å og Ormstrup Hede" (PDF). mst.dk. Miljøstyrelsen. Arkiveret (PDF) fra originalen 8. juni 2024. Hentet 8. juni 2024.
3. ↑  Om fredningen  på fredninger.dk
4. ↑  "Natura 2000-planlægning 2022-2027". mst.dk. Miljøstyrelsen. 2023. Arkiveret fra originalen 29. marts 2024. Hentet 11. maj 2024.
5. ↑  "Forslag til vandplan Hovedvandopland 1.4 Nissum Fjord" (PDF). Arkiveret fra originalen (PDF) 1. august 2023. Hentet 8. juni 2024. mst.dk 2014

- Kort over området på miljoegis.mim.dk